# Joaquín Ariza y Díez de Bulnes
Joaquín Ariza y Díez de Bulnes fou un militar i polític espanyol. La seva germana Asunción es casà amb el dramaturg Pedro Muñoz Seca. Fou elegit diputat pel Partit Conservador pel districte de Torrent (província de València a les eleccions generals espanyoles de 1907